# Долгополье (Черновицкая область)
Долгопо́лье (укр. Довгопілля) — село в Конятинской сельской общине Вижницкого района Черновицкой области Украины.
До 2020 года входило в Путильский район
Почтовый индекс — 59120. Телефонный код — 3738. Код КОАТУУ — 7323581001.

## Население
Население по переписи 2001 года составляло 1227 человек.

### Языковой состав
Родной язык населения по данным переписи 2001 года:
| Язык       | Численность, чел. | Доля     |
| ---------- | ----------------- | -------- |
| Украинский | 1 222             | 99,59 %  |
| Другие     | 5                 | 0,41 %   |
| Итого      | 1 227             | 100,00 % |